# 양기원
양기원(1980년 10월 8일~)은 대한민국의 배우로, 2000년에 양재영이라는 예명으로써 연극 배우로 처음 데뷔하였다.

## 학력
- 부산디자인고등학교 사진인쇄학과 졸업
- 부산예대 연극학과 중퇴

## 출연작

### 영화
- 《동네사람들》 (2018년) - 상대코치 역
- 《더 킹》 (2017년) - 형사 1 역
- 《푸른소금》 (2011년) - 해운대파 부두목 역
- 《황해》 (2010년) - 광역 수사대 형사 2 역
- 《바람》 (2009년) - 허씨 역
- 《스페어》 (2008년) - 종일 역
- 《걸스카우트》 (2008년) - 이만 아들 역
- 《GP506》 (2008년) - 과거대원 - 주병장 역
- 《허브》 (2007년) - 의경 1 역
- 《사생결단》 (2006년) - 형남 역
- 《돌려차기》 (2004년) - 대광고 주장 역

### 드라마
- 《취하는 로맨스》 (2024년, ENA) - 지점장 역
- 《미쓰리는 알고 있다》 (2020년, MBC) - 구대성 역
- 《나쁜 형사》 (2018년, MBC) - 이문기 역
- 《이번 생은 처음이라》 (2017년, tvN)
- 《쌈 마이웨이》 (2017년, KBS2) - 최원보 역
- 《옥중화》 (2016년, MBC)
- 《리셋》 (2014년, OCN)
- 《응답하라 1994》 (2013년, tvN) - 쓰레기의 고향 선배 역 (특별출연)
- 《태왕사신기》 (2007년, MBC) - 백제 아신왕 역